# Немцов, Валентин Борисович
Валенти́н Бори́сович Немцо́в (Нямцоў Валянцін Барысавіч; 24 февраля 1936, Новосёлки, Пуховичский район — 14 мая 2012) — советский и белорусский учёный в области статистической механики, кандидат технических наук, доктор физико-математических наук.

## Биография
Родился 24 февраля 1936 года в деревне Новосёлки Пуховичского района Минской области.
Окончил Белорусский лесотехнический институт (1959), аспирантуру Белорусского политехнического института (1964).
С 1966 года работал в Белорусском технологическом университете: старший преподаватель, доцент, в 1992—2001 — заведующий кафедрой, с 2001 года — профессор кафедры теоретической механики.

## Научная деятельность
Кандидат технических наук (1965), доктор физико-математических наук (1988), профессор (1989).
Область научных интересов: теоретическая и прикладная механика, статистическая механика и термодинамика равновесных и неравновесных процессов в жидких кристаллах, физика конденсированных систем (жидких кристаллов, молекул ДНК, биологических мембран).

### Избранные труды
- Молекулярно-статистическая теория неравновесных процессов в жидких кристаллах : дис. … д-ра физ.-мат. наук : 01.04.07. — Минск, 1986. — 381 с.
- Неравновесная статистическая механика систем с ориентационным порядком. — Минск, 1997.